# Малком (Алабама)
Малком (енгл. Malcolm) насељено је место без административног статуса у америчкој савезној држави Алабама.

## Демографија
По попису из 2010. године број становника је 187.
| Група             | 2000.    | 2010.       |
| Белци             | 0 (0,0%) | 75 (40,1%)  |
| Афроамериканци    | 0 (0,0%) | 107 (57,2%) |
| Азијати           | 0 (0,0%) | 1 (0,5%)    |
| Хиспаноамериканци | 0 (0,0%) | 0 (0,0%)    |
| Укупно            | 0        | 187         |